# Jean Scrivens
Jean Scrivens (Jean Eileen Scrivens; * 15. Oktober 1935 in Camberwell, London Borough of Southwark) ist eine ehemalige britische Sprinterin.
1955 wurde sie britische Meisterin über 220 Yards.
Im Jahr darauf erreichte sie bei den Olympischen Spielen 1956 in Melbourne über 200 m das Halbfinale und gewann mit der britischen Mannschaft die Silbermedaille in der 4-mal-100-Meter-Staffel.